# Tino-Sven Sušić
Tino-Sven Sušić (* 13. února 1992, Sarajevo, Jugoslávie, dnešní Bosna a Hercegovina) je bosenský fotbalový záložník, který v současnosti hraje v chorvatském klubu Hajduk Split.
Je to reprezentant Bosny a Hercegoviny, v mládežnických kategoriích však reprezentoval Belgii. Jeho otcem je bývalý jugoslávský fotbalový reprezentant Sead Sušić a strýcem Safet Sušić, který jako trenér dovedl v roce 2014 Bosnu a Hercegovinu poprvé na Mistrovství světa ve fotbale.

## Klubová kariéra
Narodil se v Sarajevu, rodiče jej kvůli válce v Jugoslávii odvezli krátce po narození do Belgie.
Působil v mládežnických týmech a rezervě belgického klubu Standard Liège. V červnu 2012 odešel do chorvatského Hajduku Split, kde podepsal čtyřletou smlouvu. S Hajdukem vyhrál v sezoně 2012/13 chorvatský fotbalový pohár po výsledcích 2:1 a 3:3 ve finále s NK Lokomotiva.

## Reprezentační kariéra

### Belgie
Tino-Sven Sušić působil v mládežnických reprezentacích Belgie v kategoriích U18 a U19. Za reprezentaci do 18 let absolvoval v roce 2010 tři zápasy a vstřelil jeden gól. Za výběr do 19 let odehrál v témže roce 2010 celkem 6 utkání, gólově se neprosadil.

### Bosna a Hercegovina
Ačkoli měl nabídku reprezentovat v seniorské kategorii Chorvatsko, vybral si Bosnu a Hercegovinu, ke které má silnou vazbu. V A-mužstvu debutoval 5. března 2014 v přátelském utkání proti národnímu týmu Egyptu. Nastoupil na hřiště v 11. minutě a v 79. střídal, Bosna prohrála 0:2.
Jeho strýc Safet Sušić ho v červnu 2014 překvapivě zařadil do 23členné nominace pro Mistrovství světa ve fotbale 2014 v Brazílii. Bosna obsadila se 3 body nepostupové třetí místo v základní skupině F, Sušić nastoupil v utkáních proti Nigérii (porážka 0:1) a Íránu (výhra 3:1).